# Антельм, Робер
Робер Антельм (фр. Robert Antelme; 5 января 1917, Сартен, Корсика — 26 октября 1990, Париж) — французский писатель.

## Биография
Родился в Сартене в 1917 году. Изучал право; в Парижском университете познакомился с Маргерит Доннадьё (ставшей потом известной писательницей под псевдонимом Дюрас) и в 1939 году женился на ней. В 1940 году был мобилизован.
Вместе с женой участвовал в Сопротивлении, 1 июня 1944 был арестован гестапо. Прошёл через концентрационные лагеря Бухенвальд, Гандерсхайм, Дахау. После окончания войны был в полумертвом состоянии случайно обнаружен в Дахау своим товарищем по Сопротивлению Франсуа Миттераном, который организовал его возвращение в Париж (этот период позднее описан Дюрас в романе-дневнике «Боль», 1985). Когда Антельм поправился, супруги в 1946 разошлись, но остались друзьями и несколько раз работали вместе. Антельм вступил во Французскую коммунистическую партию, но в 1956, после протеста против вторжения советских войск в Будапешт, был исключен. В 1961 подписал «Манифест 121» против войны в Алжире. Сотрудничал с журналом Сартра «Тан модерн».

## Творчество
Главной и фактически единственной книгой Антельма стал автобиографический роман о концлагере «Род человеческий» (1947). Он был опубликован в том же году, что и записки Примо Леви «Человек ли это?»; обе книги открыли для человечества тему Холокоста и существования человека в экстремальных условиях лагеря. Почти не прочитанный вначале, позднее роман Антельма был переведен на большинство европейских языков, вызвав большой резонанс: о нём писали, среди других, Морис Бланшо, Эдгар Морен, Жорж Перек, Сара Кофман.

## Произведения
- L’Espèce humaine. Paris: Robert Marin, 1947
- Textes inédits. Paris: Gallimard, 1996
- Vengeance? Tours: Farrago, 2005